# Myolepta trojana
Myolepta trojana är en tvåvingeart som beskrevs av Reemer och Hauser 2005. Myolepta trojana ingår i släktet parkblomflugor, och familjen blomflugor. Inga underarter finns listade i Catalogue of Life.